# ناها، اوکیناوا
ناها (به ژاپنی: 那覇市) مرکز استان اوکیناوا در ژاپن است.
شهر امروزی ناها رسماً در تاریخ ۲۰ مه ۱۹۲۱ بنیاد شد ولی سکونتگاه ناها پیش از آن طی سده‌های پیاپی از مهم‌ترین و پرجمعیت‌ترین نقاط جزایر ریوکیو بوده‌است.
ناها کانون سیاسی، اقتصادی و فرهنگی استان اوکیناوا است. در سده‌های میانه و اوایل دوره‌های معاصر، این شهر مرکز بازرگانی در پادشاهی ریوکیو به‌شمار می‌آمد.